# Fathullah Rahmat
Fathullah Rahmat (* 5. September 2002 in Singapur), mit vollständigem Namen Muhammad Fathullah Rahmat, ist ein singapurischer Fußballspieler.

## Karriere

### Verein
Fathullah Rahmat erlernte das Fußballspielen in der National Football Academy sowie in der Jugendmannschaft der Tampines Rovers. Im Januar 2021 wechselte er in die Juniorenmannschaft des Erstligisten Tanjong Pagar United. Sein Erstligadebüt gab der Juniorenspieler am 17. Juli 2021 (8. Spieltag) im Heimspiel gegen die Young Lions. Hier stand er in der Startelf und spielte die kompletten 90 Minuten. In der Saison 2021 bestritt er elf Erstligaspiele. Am 1. Januar 2022 unterschrieb er bei Tanjong auch seinen ersten Profivertrag. Bis zu seiner Einberufung zum Militärdienst bestritt er für Tanjong 46 Erstligaspiele.

### Nationalmannschaft
Fathullah Rahmat spielt seit März 2023 in der singapurischen U22-Nationalmannschaft.